# Günther Ungeheuer
Günther Ungeheuer (Colonia, 15 dicembre 1925 – Bonn, 13 ottobre 1989) è stato un attore e doppiatore tedesco.

## Biografia
All'età di 17 anni, nel 1942, iniziò la formazione come attore presso la scuola di recitazione della Städtische Bühnen a Colonia, e poco dopo fu arruolato nel servizio militare durante la seconda guerra mondiale. Dopo il ritorno dalla prigionia negli Stati Uniti, ha recitato in teatro a Colonia e Bonn dal 1945. Nelle fasi successive della sua attività teatrale, è apparso al Bad Hersfelder Festspiele come Mackie Messer ne L'opera da tre soldi di Bertolt Brecht, come Oreste e Amleto, quindi Fiesco e Iago di Friedrich Schiller nella tragedia di William Shakespeare Otello. Recitò inoltre a Treviri, Münster e al Theater Oberhausen, nonché per otto anni al Deutsches Theater di Gottinga.
Nei suoi numerosi ruoli (oltre cento in carriera) cinematografici e televisivi, ha interpretato principalmente gangster e altri cattivi a causa della sua impressionante fisionomia. In uno dei suoi primi film, Stalingrado di Frank Wisbar (1959), impersonò un soldato poco attraente. I suoi ruoli più significativi sul grande schermo furono il direttore del campo di concentramento (accanto a Götz George come prigioniero) in Fuga da Mathausen di Edwin Zbonek (1963) e quello di Bruno Kapp in Amburgo squadra omicidi di Jürgen Roland (1964). Partecipò anche a un film nel cinema italiano, Incensurato provata disonestà carriera assicurata cercasi di Marcello Baldi (1972) dove impersonava il marchese Zeccarin, inutilmente convinto a partecipare alle elezioni e sostituito da un suo quasi omonimo di tendenze politiche diverse (Gastone Moschin).
Nello sceneggiato televisivo Ein Mann namens Harry Brent da Francis Durbridge ha interpretato il personaggio principale, Harry Brent. Sul piccolo schermo partecipò negli anni '70 nelle popolari serie poliziesche Der Kommissar, L'ispettore Derrick e Il commissario Köster. Negli anni '80 cercò di staccarsi dalla sua immagine consueta di "cattivo" e ha recitato in commedie come Sigi, der Straßenfeger (1984), Didi auf vollen Touren (1986) e Didi - Der Expert (1988) di Dieter Hallervorden. Ha lavorato anche come doppiatore (prestando la sua voce tra gli altri, ad Allan D. Mercant, George Raft, Jean Yanne e Claude Brasseur) e come attore radiofonico (nel 1966 recitò in Paul Temple und der Fall Genf, e nel 1969 nella commedia Gestatten, mein name ist Cox).
Morì di cancro alla ghiandola linfatica in un ospedale di Bonn nell'ottobre 1989 all'età di 63 anni. Dal 1952 era sposato con Roswitha Krämer, che era anche il suo manager. Venne sepolto nel cimitero di Schwall vicino a Emmelshausen nell'Hunsrück.

## Filmografia parziale
- Gonne strette... tacchi a spillo (Grabenplatz 17), regia di Erich Engels (1958)
- Donne all'inferno (Blitzmädels an die Front), regia di Werner Klinger (1958)
- Stalingrado (Hunde, wollt ihr ewig leben), regia di Frank Wisbar (1959)
- Drillinge an Bord, regia di Hans Müller (1959)
- Der letzte Fußgänger, regia di Wilhelm Thiele (1960)
- Fabbrica di ufficiali (Fabrik der Offiziere), regia di Frank Wisbar (1960)
- Fuga da Mathausen (Mensch und Bestie), regia di Edwin Zbonek (1963)
- Amburgo squadra omicidi (Polizeirevier Davidswache), regia di Jürgen Roland (1964)
- Allarme in 5 banche (Un milliard dans un billard), regia di Nicolas Gessner (1965)
- Il caso difficile del commissario Maigret (Maigret und sein größter Fall), regia di Alfred Weidenmann (1966)
- Le quattro chiavi (4 Schlüssel), regia di Jürgen Roland (1966)
- Heißes Pflaster Köln, regia di Ernst Hofbauer (1967)
- Erotik im Beruf - Was jeder Personalchef gern verschweigt, regia di Ernst Hofbauer (1971)
- Großstadtprärie, regia di Claus Tinney (1971)
- Incensurato provata disonestà carriera assicurata cercasi, regia di Marcello Baldi (1972)

## Doppiatori italiani
- Emilio Cigoli in Il caso difficile del commissario Maigret